# Ardisia
Ardisia is een geslacht van bloeiende planten. De naam komt van het Oudgriekse woord ardis, wat pijlpunt betekent.
Er bestaan tussen de 200 en 500 soorten, die voornamelijk uit tropisch Zuid- en Oost-Azië afkomstig zijn. Ze groeien in schaduwrijke wouden en in bossen in de bergen.
De planten zijn groenblijvende, lage struiken of kleine bomen met verspreide bladstand en eind- of okselstandige bloeiwijzen, die eenslachtig of tweehuizig zijn. Meestal een vijfdelige kroon en vijf meeldraden. Vrij ronde, eenzadige besvruchten in de kleuren wit, rood, blauw en zwart.

## Gebruik

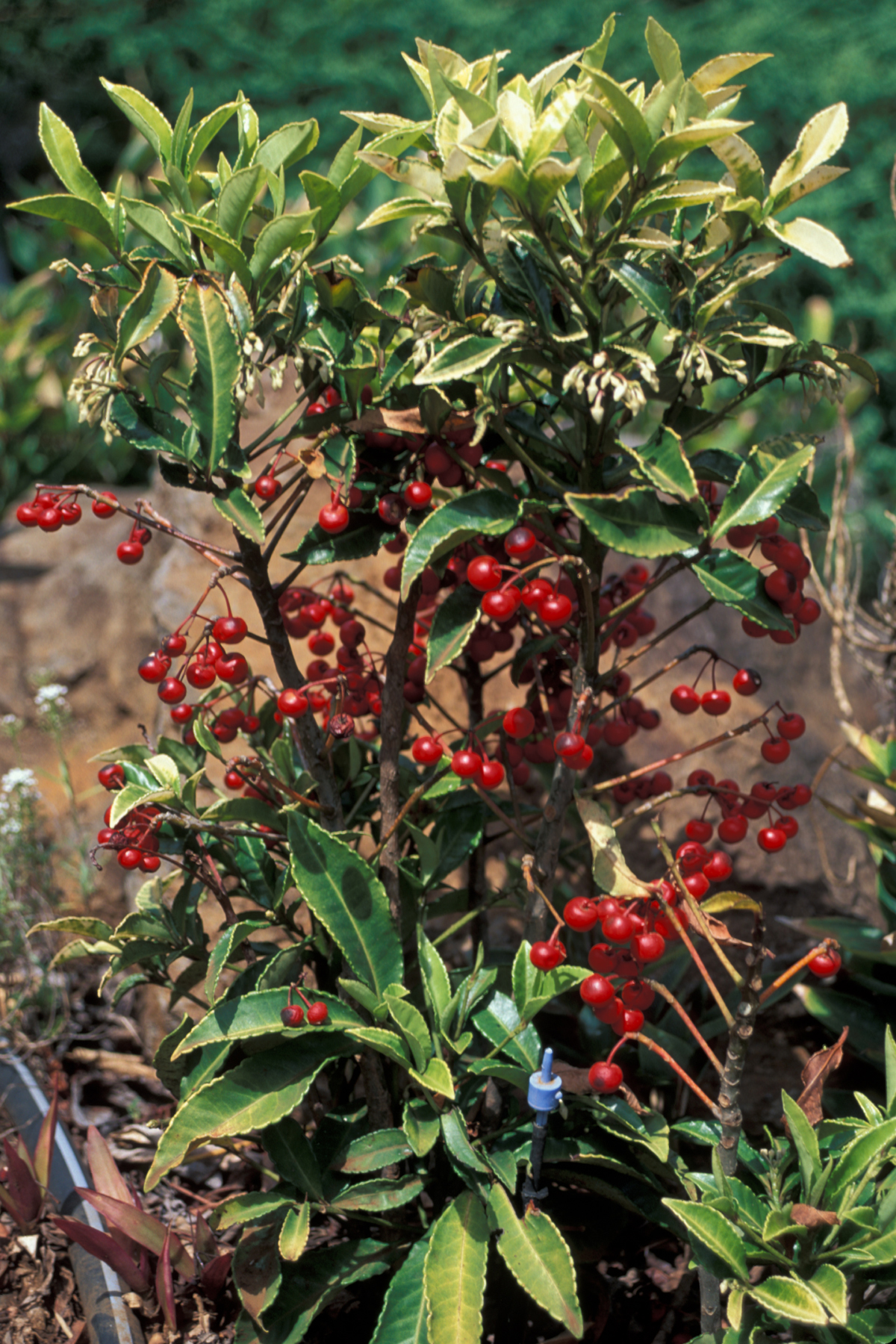
Ardisia crenata met vruchten

Ardisia japonica (Chinees: 紫金牛; pinyin: zǐjīn niú) is een van de 50 belangrijkste kruiden in de traditionele Chinese geneeskunde.
Sommige soorten worden gebruikt als kamerplant: A. crenata (vanwege haar rode bessen vooral gebruikt als kerstplant) en Ardisia crispa.
In ieder geval A. crenata en A. japonica zijn wintergroene tuinplanten, beide op een beschutte plaats in humusrijke, kalkarme grond in de schaduwtuin. A. crenata zal in de tuin (langzaam) ongeveer 1,50 meter hoog worden en daarbij vrij smal blijven. A. japonica gedraagt zich als een laagblijvende bodembedekker. Bij meer dan 10 graden vorst kunnen ze bovengronds afsterven, maar komen doorgaans weer op uit de wortel.

## Soorten
- Ardisia aberrans (E.Walker) C.T.Wu & C.Chen
- Ardisia aciphylla Pit.
- Ardisia acutiloba Mez
- Ardisia acutissima (Cuatrec.) Lundell
- Ardisia adenopes R.H.Miao
- Ardisia aequilonga Lundell
- Ardisia affinis Hemsl.
- Ardisia aguirreana Pipoly
- Ardisia alabastroalata Taton
- Ardisia alajuelae (Lundell) Pipoly & Ricketson
- Ardisia alata H.R.Fletcher
- Ardisia albipedicellata Pipoly & Ricketson
- Ardisia albipetala (Lundell) Pipoly & Ricketson
- Ardisia albisepala (Lundell) Pipoly & Ricketson
- Ardisia albomaculata Pit.
- Ardisia albovirens Mez
- Ardisia allenii Lundell
- Ardisia alstonii Lundell
- Ardisia alutacea C.Y.Wu & C.Chen
- Ardisia alverezii Merr.
- Ardisia alyxiifolia Tsiang ex C.Chen
- Ardisia amabilis Stapf
- Ardisia ambigua Mart.
- Ardisia amboinensis Scheff.
- Ardisia amherstiana A.DC.
- Ardisia amplexicaulis Bedd.
- Ardisia anaclasta B.C.Stone
- Ardisia anchicayana Ricketson & Pipoly
- Ardisia andamanica Kurz
- Ardisia angucianensis Ricketson & Pipoly
- Ardisia angustata Urb.
- Ardisia angustissima Kaneh. & Hatus.
- Ardisia annamensis Pit.
- Ardisia antonensis Lundell
- Ardisia apoda Standl. & Steyerm.
- Ardisia applanata C.M.Hu & J.E.Vidal
- Ardisia aprica H.R.Fletcher
- Ardisia apsidata B.C.Stone
- Ardisia aquifolioides W.Z.Fang & K.Yao
- Ardisia arborea Koord. & Valeton
- Ardisia arcuata Kaneh. & Hatus.
- Ardisia argentea Pit.
- Ardisia artemata B.C.Stone
- Ardisia asymmetrica C.M.Hu & J.E.Vidal
- Ardisia atrobullata Taton
- Ardisia atropurpurea Lundell
- Ardisia atrovirens K.Larsen & C.M.Hu
- Ardisia attenuata Wall. ex A.DC.
- Ardisia aurantiaca Lundell
- Ardisia auriculata Donn.Sm.
- Ardisia austin-smithii Lundell
- Ardisia avendanoi Lundell
- Ardisia awarum Ricketson & Pipoly
- Ardisia bakeri C.T.White
- Ardisia balansana Y.P.Yang
- Ardisia bamendae Cheek
- Ardisia bampsiana Taton
- Ardisia banghamii Merr.
- Ardisia baotingensis C.M.Hu
- Ardisia baracoensis (Britton & P.Wilson) Alain
- Ardisia barnesii Ridl.
- Ardisia bartletii Lundell
- Ardisia basilanensis Merr.
- Ardisia bastonalensis Ricketson & Pipoly
- Ardisia batangaensis Taton
- Ardisia baviensis C.M.Hu & J.E.Vidal
- Ardisia bawae Lundell
- Ardisia beccariana Mez
- Ardisia bekomiensis (Lundell) J.F.Morales
- Ardisia belaitensis C.M.Hu
- Ardisia belingaensis Taton
- Ardisia bella Lundell
- Ardisia benomensis M.R.Hend.
- Ardisia betongensis H.R.Fletcher
- Ardisia biflora King & Gamble
- Ardisia biniflora Ridl.
- Ardisia bisumbellata Mez
- Ardisia blatteri Gamble
- Ardisia blepharodes Lundell
- Ardisia borneensis Scheff.
- Ardisia botryosa E.Walker
- Ardisia brachybotrys K.Schum. & Lauterb.
- Ardisia brachypoda Urb.
- Ardisia brachythyrsa Stapf
- Ardisia brackenridgei (A.Gray) Mez
- Ardisia bracteata Baker
- Ardisia bractescens Ridl.
- Ardisia brandisiana Kurz
- Ardisia brasiliensis Spreng.
- Ardisia brassiella B.C.Stone
- Ardisia brassii Sleumer
- Ardisia breedlovei Lundell
- Ardisia brenesii Standl.
- Ardisia brevicaulis Diels
- Ardisia brevipedata F.Muell.
- Ardisia brevipetiolata (Merr.) Merr.
- Ardisia breviramea Merr.
- Ardisia brevis Lundell
- Ardisia brittonii Stearn
- Ardisia brunnescens E.Walker
- Ardisia buesgenii (Gilg & Schellenb.) Taton
- Ardisia burgeri Lundell
- Ardisia byrsonimae Stearn
- Ardisia cabrerae Pipoly
- Ardisia cadieri Guillaumin
- Ardisia calavitensis Merr.
- Ardisia calcicola Furtado
- Ardisia callejasii Pipoly
- Ardisia caloneura C.M.Hu & J.E.Vidal
- Ardisia calophylla Furtado
- Ardisia calophylloides Pit.
- Ardisia calvarioana Lundell
- Ardisia calycosa Hemsl.
- Ardisia campanensis Lundell
- Ardisia capillipes Pit.
- Ardisia capitellata Lundell
- Ardisia capuronii Pipoly
- Ardisia cardenasii Pipoly
- Ardisia cardiophylla B.C.Stone
- Ardisia carnea Mez
- Ardisia carnosicaulis C.Chen & D.Fang
- Ardisia cartagoana Lundell
- Ardisia castaneifolia Mez
- Ardisia caudata Hemsl.
- Ardisia caudifera Mez
- Ardisia caudiferoides B.C.Stone
- Ardisia celebica Scheff.
- Ardisia centenoi S.Vidal
- Ardisia chahalana Lundell
- Ardisia chevalieri Pit.
- Ardisia chiapensis Brandegee
- Ardisia chiriquiensis Lundell
- Ardisia chocoana Lundell
- Ardisia chrysophyllifolia King & Gamble
- Ardisia cincta Mez
- Ardisia clavelligera Lundell
- Ardisia clemensii C.M.Hu & J.E.Vidal
- Ardisia coarcta B.C.Stone
- Ardisia cockburniana C.M.Hu
- Ardisia coclensis Lundell
- Ardisia cogolloi Pipoly
- Ardisia colombiana Lundell
- Ardisia colonensis Lundell
- Ardisia coloradoana Lundell
- Ardisia comosa (de Wit) Taton
- Ardisia compressa Kunth
- Ardisia conandroides Kaneh. & Hatus.
- Ardisia confertiflora Merr.
- Ardisia confusa K.Larsen & C.M.Hu
- Ardisia congesta Ridl.
- Ardisia congestiflora C.M.Hu
- Ardisia conglomerata Lundell
- Ardisia conoidea Lundell
- Ardisia conraui Gilg
- Ardisia conspersa E.Walker
- Ardisia contrerasii Lundell
- Ardisia conzattii S.F.Blake
- Ardisia copelandii Mez
- Ardisia copeyana Standl.
- Ardisia coriacea Sw.
- Ardisia cornudentata Mez
- Ardisia corymbifera Mez
- Ardisia costaricensis Lundell
- Ardisia crassa C.B.Clarke
- Ardisia crasseovata B.C.Stone
- Ardisia crassipedicellata Lundell
- Ardisia crassipes Lundell
- Ardisia crassiramea Standl.
- Ardisia crassirhiza Z.X.Li & F.W.Xing ex C.M.Hu
- Ardisia crassiuscula C.M.Hu
- Ardisia creaghii Ridl.
- Ardisia crenata Sims—hen's eyes, coral ardisia
- Ardisia crispa (Thunb.) A.DC.—Japanese-holly
- Ardisia croatii Lundell
- Ardisia crosbyi Lundell
- Ardisia crotonifolia C.M.Hu & J.E.Vidal
- Ardisia cumingiana A.DC.
- Ardisia cuneata Lundell
- Ardisia curranii Merr.
- Ardisia curtiflora Elmer
- Ardisia curvistyla Y.P.Yang
- Ardisia curvula C.Y.Wu & C.Chen
- Ardisia cutteri Standl.
- Ardisia cymosa Blume
- Ardisia daphinifolia C.M.Hu
- Ardisia darienensis Lundell
- Ardisia darlingii Merr.
- Ardisia dasyneura Mez
- Ardisia dasyrhizomatica C.Y.Wu & C.Chen
- Ardisia davidsei Lundell
- Ardisia dawnaea C.E.Parkinson
- Ardisia decurviflora Mez
- Ardisia dekinderi Govaerts
- Ardisia deminuta Lundell
- Ardisia demissa Miq.
- Ardisia denhamioides S.Moore
- Ardisia denigrata C.M.Hu
- Ardisia densiflora Krug & Urb.
- Ardisia densilepidotula Merr.
- Ardisia densipunctata C.M.Hu
- Ardisia dentata (A.DC.) Mez
- Ardisia depauperata (Mez) Bernacci & Jung-Mendacolli
- Ardisia depressa C.B.Clarke
- Ardisia devogelii B.C.Stone
- Ardisia devredii Taton
- Ardisia dewildei C.M.Hu
- Ardisia dewitiana Taton
- Ardisia dictyoneura Urb.
- Ardisia didymopora (H.Perrier) Capuron
- Ardisia diffusa Merr.
- Ardisia digitata Lundell
- Ardisia discolor H.Lév.
- Ardisia disticha A.DC.
- Ardisia divergens Roxb.
- Ardisia diversifolia Koord. & Valeton
- Ardisia diversilimba Merr.
- Ardisia dodgei Standl.
- Ardisia doeringiana Malm
- Ardisia dolichocalyx Taton
- Ardisia dom Cheek
- Ardisia dukei Lundell
- Ardisia dumicola C.M.Hu & J.E.Vidal
- Ardisia dunlapiana P.H.Allen
- Ardisia duripetala (Lundell) Pipoly & Ricketson
- Ardisia dwyeri Lundell
- Ardisia ebolowensis Taton
- Ardisia eglandulosa H.R.Fletcher
- Ardisia elliptica Thunb.—shoebutton ardisia
- Ardisia elmeri Mez
- Ardisia elocellata C.M.Hu
- Ardisia ensifolia E.Walker
- Ardisia escallonioides Schltdl. & Cham.—island marlberry, dogberry
- Ardisia esculenta Pav. ex A.DC.
- Ardisia etindensis Taton
- Ardisia eucalyptifolia B.C.Stone
- Ardisia eucuneata (Lundell) Pipoly & Ricketson
- Ardisia eugenioides Lundell
- Ardisia evrardii Pit.
- Ardisia eximia Miq.
- Ardisia faberi Hemsl.
- Ardisia fasciculata C.T.White
- Ardisia fasciculiflora C.M.Hu & J.E.Vidal
- Ardisia ferox Furtado
- Ardisia ferrugineopilosa H.R.Fletcher
- Ardisia ficiifolia K.Larsen & C.M.Hu
- Ardisia filiformis E.Walker
- Ardisia filipendula C.M.Hu & J.E.Vidal
- Ardisia filipes C.T.White
- Ardisia fimbriata H.R.Fletcher
- Ardisia fimbrillifera Lundell
- Ardisia flavida Pipoly
- Ardisia flaviflora C.Chen & D.Fang
- Ardisia fletcheri K.Larsen & C.M.Hu
- Ardisia florida Pit.
- Ardisia fluminensis Mez
- Ardisia foetida Willd. ex Roem. & Schult.
- Ardisia foliosa Furtado
- Ardisia folsomii Lundell
- Ardisia forbesii S.Moore
- Ardisia fordii Hemsl.
- Ardisia foreroi Lundell
- Ardisia fortis Mez
- Ardisia foveolata Lundell
- Ardisia fragrans Elmer
- Ardisia fruticosa Lundell
- Ardisia fuertesii Urb.
- Ardisia fuliginosa Blume
- Ardisia fulva King & Gamble
- Ardisia furfuracea Standl.
- Ardisia furfuracella Standl.
- Ardisia furva Ridl.
- Ardisia gambleana Furtado
- Ardisia garcinifolia Pit.
- Ardisia gardneri C.B.Clarke
- Ardisia garubahaya C.M.Hu
- Ardisia geissanthoides Mez
- Ardisia generalensis Ricketson & Pipoly
- Ardisia geniculata Lundell
- Ardisia gigantea Ricketson & Pipoly
- Ardisia gigantifolia Stapf
- Ardisia gjellerupii Mez
- Ardisia glanduligera Ridl.
- Ardisia glandulosomarginata Oerst.
- Ardisia glauca Mez
- Ardisia glauciflora Urb.
- Ardisia glomerata Lundell
- Ardisia glomeriflora J.F.Morales
- Ardisia goodenoughii Furtado
- Ardisia gordonii Ricketson & Pipoly
- Ardisia gorgonae Cuatrec.
- Ardisia gracilenta C.M.Hu & J.E.Vidal
- Ardisia graciliflora Pit.
- Ardisia gracillima K.Larsen & C.M.Hu
- Ardisia granatensis Mez
- Ardisia grandidens Mez
- Ardisia grandifolia A.DC.
- Ardisia griffithii C.B.Clarke
- Ardisia grisebachiana (Kuntze) Alain
- Ardisia guanacastensis (Lundell) Pipoly & Ricketson
- Ardisia guianensis (Aubl.) Mez
- Ardisia guinealensis (Lundell) Pipoly & Ricketson
- Ardisia guttata Lundell
- Ardisia hagenii Lundell
- Ardisia hallei Taton
- Ardisia hammelii Lundell
- Ardisia hanceana Mez
- Ardisia harmandii Pierre ex Pit.
- Ardisia harrisiana Mez
- Ardisia hatoana (Lundell) Pipoly & Ricketson
- Ardisia helferiana Kurz
- Ardisia herbert-smithii (Rusby) Standl.
- Ardisia herrerana Pipoly & Ricketson
- Ardisia heterotricha (Lundell) Pipoly & Ricketson
- Ardisia hintonii Lundell
- Ardisia hokouensis Y.P.Yang
- Ardisia hornitoana Pipoly & Ricketson
- Ardisia hosei Mez
- Ardisia hospitans K.Schum. & Lauterb.
- Ardisia huallagae Mez
- Ardisia hugonensis (Lundell) Pipoly & Ricketson
- Ardisia hulletii Mez
- Ardisia humilis Vahl—low shoebutton
- Ardisia hyalina Lundell
- Ardisia hymenandroides W.N.Takeuchi
- Ardisia icara Wall. ex DC.
- Ardisia illicioides C.M.Hu & J.E.Vidal
- Ardisia ilocana Merr.
- Ardisia imperialis K.Schum.
- Ardisia impressa H.R.Fletcher
- Ardisia inconspicua Mez
- Ardisia insignis Mez & Pittier
- Ardisia integra K.Larsen & C.M.Hu
- Ardisia interjacens C.M.Hu & J.E.Vidal
- Ardisia intibucana Lundell ex C.Nelson
- Ardisia involucrata Kurz
- Ardisia ionantha K.Larsen & C.M.Hu
- Ardisia iwahigensis Elmer
- Ardisia ixcanensis (Lundell) Pipoly & Ricketson
- Ardisia ixorifolia Pit.
- Ardisia jamaicensis Lundell
- Ardisia japonica (Thunb.) Blume
- Ardisia javanica A.DC.
- Ardisia jefeana Lundell
- Ardisia junghuhniana Miq.
- Ardisia kachinensis Mez
- Ardisia kainantuensis Sleumer
- Ardisia kajumarina C.M.Hu
- Ardisia karwinskyana Mez
- Ardisia keenanii C.B.Clarke
- Ardisia keithleyi Merr.
- Ardisia kennedyae Ricketson & Pipoly
- Ardisia kerrii Craib
- Ardisia khasiana C.B.Clarke
- Ardisia killipii A.C.Sm.
- Ardisia kivuensis Taton
- Ardisia knappii (Lundell) Pipoly & Ricketson
- Ardisia korthalsiana Scheff.
- Ardisia kostermansii B.C.Stone
- Ardisia koupensis Taton
- Ardisia kunstleri King & Gamble
- Ardisia kurzii C.B.Clarke
- Ardisia laciniata Mez
- Ardisia laevigata Blume
- Ardisia lajana (Lundell) Pipoly & Ricketson
- Ardisia lamdongensis C.M.Hu & J.E.Vidal
- Ardisia lammersiana W.N.Takeuchi
- Ardisia lancifolia Merr.
- Ardisia langsuanensis H.R.Fletcher
- Ardisia lankaensis Kosterm.
- Ardisia lankawiensis King & Gamble
- Ardisia lauracea Mez
- Ardisia lauriformis Pit.
- Ardisia lauterbachii Sleumer
- Ardisia laxa Mez
- Ardisia laxiflora Merr.
- Ardisia lecomtei Pit.
- Ardisia ledermannii Mez
- Ardisia lenticellata H.R.Fletcher
- Ardisia lepidotula Merr.
- Ardisia lepidula Mez
- Ardisia leptalea B.C.Stone
- Ardisia letestui Taton
- Ardisia lethomasiae Taton
- Ardisia letouzeyi Taton
- Ardisia leucocarpa Lundell
- Ardisia leuserensis C.M.Hu
- Ardisia leytensis Merr.
- Ardisia liebmannii Oerst.
- Ardisia liesneri Lundell
- Ardisia lindenii Mez
- Ardisia lindleyana D.Dietr.
- Ardisia lingula B.C.Stone
- Ardisia lisowskii Taton & Lejoly
- Ardisia livida Mez
- Ardisia loheri Merr.
- Ardisia longipedicellata H.R.Fletcher
- Ardisia longipetiolata Merr.
- Ardisia loretensis Lundell
- Ardisia loureiroana (G.Don) Merr.
- Ardisia lucida Merr.
- Ardisia lucidula C.M.Hu & J.E.Vidal
- Ardisia lundelliana Pipoly
- Ardisia luquillensis (Britton) Alain
- Ardisia lurida Blume
- Ardisia lustrata B.C.Stone
- Ardisia luzonensis C.Presl
- Ardisia macgregorii Merr.
- Ardisia maclurei Merr.
- Ardisia macrocalyx Scheff.
- Ardisia macrocarpa Wall.
- Ardisia macrophylla Reinw. ex Blume
- Ardisia macropus Mez
- Ardisia macrosepala Pit.
- Ardisia maculosa Mez
- Ardisia maehongsonia K.Larsen & C.M.Hu
- Ardisia maestrensis Urb.
- Ardisia magnifica Mez
- Ardisia malipoensis C.M.Hu
- Ardisia mameyensis Ricketson & Pipoly
- Ardisia mamillata Hance
- Ardisia manglillo Cuatrec.
- Ardisia manitzii Panfet
- Ardisia marcellanum Govaerts
- Ardisia marginata Blume
- Ardisia marojejyensis J.S.Mill. & Pipoly
- Ardisia martiana Miq.
- Ardisia martinensis Lundell
- Ardisia mawaiensis Furtado ex B.C.Stone
- Ardisia maxima Pit.
- Ardisia maxonii Standl.
- Ardisia mayana Lundell
- Ardisia mayumbensis (R.D.Good) Taton
- Ardisia mcphersonii Pipoly
- Ardisia megalocarpa Ridl.
- Ardisia meghalayensis M.P.Nayar & G.S.Giri
- Ardisia megistophylla Lundell
- Ardisia megistosepala Merr.
- Ardisia meijeri C.M.Hu
- Ardisia melastomoides Pit.
- Ardisia membranifolia Mez
- Ardisia merrillii E.Walker
- Ardisia mesoamericana Pipoly & Ricketson
- Ardisia metensis Lundell
- Ardisia mexicana Lundell
- Ardisia meziana King & Gamble
- Ardisia mezii Elmer
- Ardisia micranthera Pit.
- Ardisia microsoropsis B.C.Stone
- Ardisia mildbraedii (Gilg & Schellenb.) Taton
- Ardisia milleflora Mez
- Ardisia milneensis C.M.Hu
- Ardisia minama Lundell
- Ardisia mindanaensis Mez
- Ardisia minor King & Gamble
- Ardisia minutiflora Lundell
- Ardisia miqueliana Scheff.
- Ardisia mirabilis Pit.
- Ardisia mirandae Merr.
- Ardisia missionis Wall. ex A.DC.
- Ardisia mjoebergii Merr.
- Ardisia mogotensis Urb.
- Ardisia momiensis Kaneh. & Hatus.
- Ardisia monilipila B.C.Stone
- Ardisia monsalveae Pipoly
- Ardisia monteverdeana (Lundell) Pipoly & Ricketson
- Ardisia monticola Ridl.
- Ardisia moonii C.B.Clarke
- Ardisia morobeensis Sleumer
- Ardisia morotaiensis C.M.Hu
- Ardisia multipunctata H.R.Fletcher
- Ardisia muluensis B.C.Stone
- Ardisia murtonii H.R.Fletcher
- Ardisia myrcioides S.Moore
- Ardisia myriosticta K.Schum.
- Ardisia myrsinoides Pit.
- Ardisia nabirensis Kaneh. & Hatus.
- Ardisia nagelii Mez
- Ardisia nana Pipoly & Ricketson
- Ardisia neei Lundell
- Ardisia neglecta M.P.Nayar & G.S.Giri
- Ardisia negroensis Mez
- Ardisia neonobotrys K.Schum.
- Ardisia neriifolia Wall. ex A.DC.
- Ardisia nervosa H.R.Fletcher
- Ardisia nervosissima Lundell
- Ardisia nevermannii Standl.
- Ardisia nhatrangensis C.M.Hu & J.E.Vidal
- Ardisia niambiensis Pipoly & Cogollo
- Ardisia nigrescens Oerst.
- Ardisia nigrita Lundell
- Ardisia nigromaculata Merr.
- Ardisia nigropilosa Pit.
- Ardisia nigropunctata Oerst.
- Ardisia nigrovirens J.F.Macbr.
- Ardisia novitensis Lundell
- Ardisia nurii Furtado
- Ardisia oaxacana (Lundell) Pipoly & Ricketson
- Ardisia oblanceolata Standl.
- Ardisia obovata Desv. ex Ham.
- Ardisia obovatifolia Merr.
- Ardisia obscurinervia Merr.
- Ardisia obtusa Mez
- Ardisia ochracea Elmer
- Ardisia odontophylla Wall. ex A.DC.
- Ardisia olivacea E.Walker
- Ardisia omalocarpa Ridl.
- Ardisia omissa C.M.Hu
- Ardisia oocarpa Stapf
- Ardisia opaca Lundell
- Ardisia opegrapha Oerst.
- Ardisia ophirensis (C.B.Clarke) Mez
- Ardisia ordinata E.Walker
- Ardisia oreophila C.M.Hu
- Ardisia ototomoensis Taton
- Ardisia ovandensis Lundell
- Ardisia oxyphylla Wall. ex A.DC.
- Ardisia oxystemon Ridl. ex H.R.Fletcher
- Ardisia pachyrhachis (F.Muell.) F.Muell.
- Ardisia pachysandra (Wall.) Mez
- Ardisia palawanensis Merr.
- Ardisia pallidiflora Ridl.
- Ardisia palmana Donn.Sm.
- Ardisia palustris K.Larsen & C.M.Hu
- Ardisia panamensis Lundell
- Ardisia paniculata Roxb.
- Ardisia paradoxa C.M.Hu & J.E.Vidal
- Ardisia parvidenticulata Pipoly & Ricketson
- Ardisia parviflora Talbot
- Ardisia parvipunctata (Lundell) Pipoly & Ricketson
- Ardisia paschalis Donn.Sm.
- Ardisia pauciflora B.Heyne ex Roxb.
- Ardisia paupera Mez
- Ardisia pedalis E.Walker
- Ardisia pedunculata H.R.Fletcher
- Ardisia pedunculosa Wall.
- Ardisia pellucida Oerst.
- Ardisia pentaglossa B.C.Stone
- Ardisia pergamacea (Miq.) Mez
- Ardisia pergracilis Lundell
- Ardisia perinsignis Lundell
- Ardisia perissa B.C.Stone
- Ardisia perpendicularis E.Walker
- Ardisia perrottetiana A.DC.
- Ardisia petelotii E.Walker
- Ardisia petenensis Lundell
- Ardisia petila B.C.Stone
- Ardisia petocalyx Scheff.
- Ardisia phaeoneura C.M.Hu
- Ardisia picardae Urb. ex Mez
- Ardisia pichinchana Lundell
- Ardisia pierreana Taton
- Ardisia pilosa H.R.Fletcher
- Ardisia pingbienensis Y.P.Yang
- Ardisia pirifolia Mez
- Ardisia pitardii C.M.Hu & J.E.Vidal
- Ardisia pleurobotrya Donn.Sm.
- Ardisia pluriflora Lundell
- Ardisia pluvialis Pipoly
- Ardisia poilanei Pit.
- Ardisia polyactis Mez
- Ardisia polyadenia Gilg
- Ardisia polycephala Wall. ex A.DC.
- Ardisia polylepis Mez
- Ardisia polysticta Miq.
- Ardisia poolei C.T.White & W.D.Francis ex Lane-Poole
- Ardisia popayanensis Mez
- Ardisia poranthera F.Muell. & C.Moore
- Ardisia porifera E.Walker
- Ardisia praetervisa C.M.Hu
- Ardisia premnifolia C.M.Hu
- Ardisia premontana Pipoly
- Ardisia primulifolia Gardner & Champ.
- Ardisia principis (A.DC.) J.F.Macbr.
- Ardisia prionata E.Walker
- Ardisia procera Capuron
- Ardisia prolifera C.M.Hu & J.E.Vidal
- Ardisia prunifolia C.M.Hu & J.E.Vidal
- Ardisia pseudocrispa Pit.
- Ardisia pseudocuspidata Pipoly & Ricketson
- Ardisia pseudoracemiflora Pipoly
- Ardisia psychotriiphylla Pit.
- Ardisia pterocaulis Miq.
- Ardisia pteropoda Miq.
- Ardisia puberula H.R.Fletcher
- Ardisia pubicalyx Miq.
- Ardisia pubivenula E.Walker
- Ardisia pulchella Mez
- Ardisia pulchra Ridl.
- Ardisia pulverulenta Mez
- Ardisia pulvinulata B.C.Stone
- Ardisia punicea H.R.Fletcher
- Ardisia purpurea Reinw. ex Blume
- Ardisia purpureovillosa C.Y.Wu & C.Chen ex C.M.Hu
- Ardisia purpusii Brandegee
- Ardisia purseglovei Furtado
- Ardisia pusilla A.DC.
- Ardisia pustulata Mez
- Ardisia pygmaea Merr.
- Ardisia pyrsocoma B.C.Stone
- Ardisia quangnamensis C.M.Hu & J.E.Vidal
- Ardisia quinquangularis A.DC.
- Ardisia quinquegona Blume
- Ardisia rabilii H.R.Fletcher
- Ardisia racemibunda B.C.Stone
- Ardisia racemigera Mez
- Ardisia racemosopaniculata Mez
- Ardisia ramondiiformis Pit.
- Ardisia rapaneifolia C.M.Hu & J.E.Vidal
- Ardisia rarescens Standl.
- Ardisia raveniana Lundell
- Ardisia ravida C.M.Hu & J.E.Vidal
- Ardisia reclinata Scheff.
- Ardisia recliniflora Pit.
- Ardisia recurvata C.M.Hu
- Ardisia reflexiflora Lundell
- Ardisia repandula F.Muell.
- Ardisia replicata E.Walker
- Ardisia reptans Merr.
- Ardisia retinervia Ridl.
- Ardisia retroflexa E.Walker
- Ardisia retusa Lundell
- Ardisia revoluta Kunth
- Ardisia reynosoi B.C.Stone
- Ardisia rhodochroa C.M.Hu & J.E.Vidal
- Ardisia rhomboidea Wight
- Ardisia rhynchophylla C.B.Clarke
- Ardisia rhynchotechioides (Kraenzl.) Hand.-Mazz.
- Ardisia ridleyi King & Gamble
- Ardisia ridsdalei C.M.Hu
- Ardisia rigida Kurz
- Ardisia rigidifolia Lundell
- Ardisia rigidula Mez
- Ardisia rimiformis Lundell
- Ardisia rivularis Merr.
- Ardisia romanii Elmer
- Ardisia rosea King & Gamble
- Ardisia roseiflora Pit.
- Ardisia rubescens Pit.
- Ardisia rubicunda C.M.Hu
- Ardisia rubiginosa Miq.
- Ardisia rubroglandulosa H.R.Fletcher
- Ardisia rudis J.Sinclair
- Ardisia ruedae Ricketson & Pipoly
- Ardisia rufidula Lundell
- Ardisia rumphii Merr.
- Ardisia russellii M.P.Nayar & G.S.Giri
- Ardisia ruthiae B.C.Stone
- Ardisia sadebeckiana Gilg
- Ardisia sagoensis C.M.Hu
- Ardisia saligna Mez
- Ardisia samalana (Lundell) Pipoly & Ricketson
- Ardisia samarensis Merr.
- Ardisia sanguinolenta Blume
- Ardisia sanmartensis (Rusby) Standl.
- Ardisia sapida Cuatrec.
- Ardisia sarawakensis Merr.
- Ardisia sauraujifolia Pit.
- Ardisia scabrida Mez
- Ardisia scalarinervis E.Walker
- Ardisia scalaris Mez
- Ardisia scheryi Lundell
- Ardisia schippii Standl.
- Ardisia schlechteri Gilg
- Ardisia schlimii Mez
- Ardisia schultzei Mez
- Ardisia scortechinii King & Gamble
- Ardisia serrata (Cav.) Pers.
- Ardisia sessilifolia Mez
- Ardisia sessilis Scheff.
- Ardisia shweliensis W.W.Sm.
- Ardisia siamensis H.R.Fletcher
- Ardisia sibulanensis Elmer
- Ardisia sibuyanensis Elmer
- Ardisia sicula B.C.Stone
- Ardisia sideromalla K.Schum.
- Ardisia sieboldii Miq.
- Ardisia sigillata B.C.Stone
- Ardisia silvestris Pit.
- Ardisia singularis B.C.Stone
- Ardisia sinuata King & Gamble
- Ardisia smaragdina Pit.
- Ardisia smurfitana Ricketson & Pipoly
- Ardisia solanacea (Poir.) Roxb.—China-shrub
- Ardisia solida B.C.Stone
- Ardisia sonchifolia Mez
- Ardisia sorogensis C.M.Hu
- Ardisia spanoghei Scheff.
- Ardisia sphenobasis Scheff.
- Ardisia spiciformis C.M.Hu
- Ardisia spilota B.C.Stone
- Ardisia splendens Pit.
- Ardisia squarrosa Mez
- Ardisia staminosa Lundell
- Ardisia standleyana P.H.Allen
- Ardisia staudtii Gilg
- Ardisia steinii Pipoly & Ricketson
- Ardisia stichantha B.C.Stone
- Ardisia stipitata H.R.Fletcher
- Ardisia stonei Sasidh. & Sivar.
- Ardisia storkii Lundell
- Ardisia subanceps K.Schum. & Lauterb.
- Ardisia subcrenulata Lundell
- Ardisia subcuneifolia Lundell
- Ardisia sublanceolata Hochr.
- Ardisia sublepidota Merr.
- Ardisia suboppositifolia C.M.Hu & J.E.Vidal
- Ardisia subpilosa H.R.Fletcher
- Ardisia subsessilifolia Lundell
- Ardisia subtilis S.Moore
- Ardisia sulcata Mez
- Ardisia sumatrana Miq.
- Ardisia symplocifolia (C.Chen) K.Larsen & C.M.Hu
- Ardisia tacarcunana Lundell
- Ardisia tachibana Makino
- Ardisia tahanica King & Gamble
- Ardisia talamancensis Ricketson & Pipoly
- Ardisia tanycardia B.C.Stone
- Ardisia tarariae Lundell
- Ardisia tayabensis Merr.
- Ardisia taytayensis Merr.
- Ardisia tenuicaulis Lundell
- Ardisia tenuis Lundell
- Ardisia ternatensis Scheff.
- Ardisia tetramera K.Larsen & C.M.Hu
- Ardisia teysmanniana Scheff.
- Ardisia theifolia King & Gamble
- Ardisia thomsonii Mez
- Ardisia thyrsiflora D.Don
- Ardisia tilaranensis Standl.
- Ardisia tinctoria Pit.
- Ardisia tinifolia Sw.
- Ardisia tomentosa C.Presl
- Ardisia tonii Lundell
- Ardisia torsiva C.M.Hu
- Ardisia tortuguerensis Ricketson & Pipoly
- Ardisia translucida H.R.Fletcher
- Ardisia trichogyne B.C.Stone
- Ardisia tristanioides S.Moore
- Ardisia tristis K.Larsen & C.M.Hu
- Ardisia troyana Urb.
- Ardisia tsangii E.Walker
- Ardisia tuberculata Wall. ex A.DC.
- Ardisia tuerckheimii Donn.Sm.
- Ardisia tumida Furtado
- Ardisia turbinata B.C.Stone
- Ardisia tysonii Lundell
- Ardisia unguiensis Lundell
- Ardisia uniflora K.Larsen & C.M.Hu
- Ardisia urbanii Stearn
- Ardisia uregaensis Taton
- Ardisia ursina Lundell
- Ardisia utleyi (Lundell) Pipoly & Ricketson
- Ardisia valida Mez
- Ardisia vatteri Standl. & Steyerm.
- Ardisia vaughanii Ridl.
- Ardisia velutina Pit.
- Ardisia venosa Mast. ex Donn.Sm.
- Ardisia venosissima (Ruiz & Pav.) J.F.Macbr.
- Ardisia venulosa C.M.Hu
- Ardisia venusta S.Moore
- Ardisia verapazensis Donn.Sm.
- Ardisia verbascifolia Mez
- Ardisia verdisepala Ricketson & Pipoly
- Ardisia vernicosa Mez
- Ardisia verrucosa C.Presl
- Ardisia vesca Lundell
- Ardisia viburnifolia Pit.
- Ardisia vidalii C.M.Hu
- Ardisia vietnamensis C.M.Hu & J.E.Vidal
- Ardisia villosa Roxb.
- Ardisia viminea Ridl.
- Ardisia violacea (T.Suzuki) W.Z.Fang & K.Yao
- Ardisia waitakii C.M.Hu
- Ardisia walkeri Y.P.Yang
- Ardisia wallichii A.DC.
- Ardisia warburgiana Mez
- Ardisia warneri Lundell
- Ardisia weberbaueri Mez
- Ardisia websteri Pipoly
- Ardisia wedelii Lundell
- Ardisia wendtii (Lundell) Pipoly & Ricketson
- Ardisia whitei Lundell
- Ardisia wightiana (A.DC.) Wall. ex Mez
- Ardisia willisii Mez
- Ardisia woodsonii Lundell
- Ardisia yatesii Merr.
- Ardisia zambalensis Merr.
- Ardisia zenkeri Gilg
- Ardisia zeylanica C.B.Clarke

... · 
Anagallis (Guichelheil) · 
Androsace (Mansschild) · 
Ardisia · 
Centunculus · 
Coris · 
Cortusa · 
Cyclamen (Cyclaam) · 
Dionysia · 
Glaux · 
Hottonia · 
Lysimachia (Wederik) · 
Myrsine · 
Primula (Sleutelbloem) · 
Samolus · 
Soldanella (Kwastjesbloem) · 
Trientalis · 
Vitalania · 
...